# Onthophagus doipuiensis
Onthophagus doipuiensis är en skalbaggsart som beskrevs av Masumoto 1989. Onthophagus doipuiensis ingår i släktet Onthophagus och familjen bladhorningar. Inga underarter finns listade i Catalogue of Life.